# 오르니토미무스과
오르니토미무스과(라틴어: Ornithomimidae 오르니토미미다이[*]. 새를 닮았다는 뜻)는 현생 타조의 모습을 닮은 멸종한 수각류 공룡의 한 과이다. 오르니토미무스과는 재빠른 초식동물 또는 잡식동물로 살았으며, 주로 백악기 후기 로라시아 대륙에 해당되는 지층에서 발견되고 지금의 오스트레일리아에 해당하는 백악기 초기 원서지 누층 (Wonthaggi Formation)에서도 발견된다는 보고가 있다.

## 특징
오르니토미무스과는 길고 가는 목 위에 작은 머리가 달리며 눈은 크다. 모든 종이 이빨이 없는 부리를 가지고 있다.
앞다리는 길고 가늘며 강한 발톱을 지닌다. 뒷다리는 길고 강하며 뒷다리는 길고 강력하며, 긴 발과 짧고 강한 발가락에는 발굽 모양의 발톱이 달린다. 오르니토미무스과는 아마도 모든 공룡 중에서 가장 빠른 공룡 중 하나였을 것이다. 다른 코일루로사우루스류들과 마찬가지로, 오르니토미무스과의 가죽은 비늘이 아닌 깃털로 덮여 있다.

## 생물학
오르니토미무스속의 공막고리뼈와 현생 조류 및 파충류를 비교한 결과, 이들이 짧은 간격으로 하루 종일 활동하는 주야간성이었음을 알 수 있다.
오르니토미무스과의 번식에 대해서는 거의 알려져 있지 않지만, 오르니토미무스과의 신생아 화석은 배아나 유생에 해당하는 것으로 밝혀졌다.
오르니토미무스과는 적어도 가끔씩 다른 수각류에게 잡아먹힌 것으로 보이며, 이는 드로마에오사우루스과의 사우로르니톨레스테스가 만들어낸 이빨 끌림 자국이 보존된 오르니토미무스과 공룡의 꼬리뼈로 입증할 수 있다. 식별되지 않은 오르니토미무스과의 한 표본에서는 건강한 표본과 달리 병에 걸린 발가락 끝에 '버섯이 핀' 것이 보인다.

### 먹이
오르니토미무스과는 아마도 대부분의 열량을 식물에서 섭취했을 것이다. 원시 종을 포함한 많은 수의 오르니토미모사우루스류의 위장에는 초식동물의 특징 중 하나인 위석이 수없이 많았던 것으로 밝혀졌다. 헨리 페어필드 오스본은 오르니토미무스과의 길고 나무늘보 같은 '팔'이 먹이가 될 나뭇가지를 끌어내리는 데 사용되었을 수 있다는 점을 제안했는데, 이는 그들의 이상하고 갈고리 같은 손에 대한 추가 연구를 뒷받침하는 아이디어이다. 북미에서 가장 흔한 소형 공룡인 오르니토미무스과의 개체 수가 많다는 것은 초식동물이 보통 생태계에서 육식동물보다 많기 때문에 이들이 식물을 먹는 동물이라는 생각과 일치한다. 그러나 이들은 식물과 작은 동물 먹이를 모두 먹는 잡식동물이었을 수도 있다.
오르니토미무스과의 먹이 습성은 논란의 여지가 있다. 2001년에 Norell "et al."은 갈리미무스의 IGM 100/1133 표본과 오르니토미무스의 RTMP 95.110.1 표본을 보고했다. 이 두 화석의 두개골은 연조직이 잘 보존되어 있었으며, 둘 다 하악골 위쪽의 뼈에서 아래로 뻗어 있는 수직 홈이 있는 각질성의 부리를 가지고 있었다. 이러한 구조는 오리 입에 있는 빗살 모양 구조물을 연상시키며, 이는 식물, 유공충, 연체동물, 패충류 등의 작은 먹이들을 물에서 걸러내는 기능을 한다. 저자들은 또한 오르니토미무스과가 중간자 환경에 풍부하게 서식하는 반면, 더 건조한 환경에서는 더 드물다는 점을 지적하며, 이들이 수인성 먹이원, 특히 여과성 먹이에 의존했음을 시사했다. 연구진은 원시 오르니토미무스류의 경우 이빨이 잘 발달한 반면, 이후 분화된 종들에게서는 이빨이 없어 큰 동물을 먹이로 삼지 못할 것임을 지적했다.
이후 한 논문에서는 Norell  et al.의 결론에 의문을 제기했다. Barrett (2005)은 완전히 초식성인 거북의 부리 안쪽 표면에 수직형의 능선부가 있으며, 하드로사우루스류의 에드몬토사우루스에서도 이 부분이 관찰된다고 언급했다. 배럿은 또한 먹이를 여과하는 것으로부터 얻을 수 있는 에너지량과 갈리미무스만큼 큰 동물의 에너지 필요량을 추정하는 계산을 제시했다. 그는 잡식동물이 더욱 가능성이 있다는 결론을 내렸다.

## 계통 분류
1890년 O.C. 마시가 이름을 붙인 오르니토미무스과는 과거 조각하목의 한 무리로 분류되어 있었다. 2년 뒤, 마시는 오르니토미무스과가 수각류에 속함을 깨닫고 난 뒤 추가 자료를 기재하였다. 20세기에 수각류 내의 관계가 해결되기 시작하면서, 프리트리히 폰 후에네(Friedrich von Huene)는 오르니토미무스과를 그의 코일루로사우루스하목에 포함시켰다. 1976년, 다른 코일루로사우루스류와 비교했을 때의 오르니토미무스과의 특이성을 인식한 린첸 바르스볼드(Rinchen Barsbold)는 오르니토미무스과를 자신의 오르니토미모사우루스하목에 포함시켰다. 오늘날 오르니토미모사우루스류는 코일루로사우루스류 내의 한 분류군으로 간주된다. 오르니토미무스과와 오르니토미모사우루스류의 세부 내용은 1990년대와 2000년대에 이 분류군에 대한 계통분류학적 정의가 나타나기 시작하면서 저자마다 각기 다양해졌다.
하단의 분기도는 클라우디아 세라노-브라나스(Claudia Serrano-Branas)와 그의 동료들이 2015년에 수행한 연구 결과이다.
|  | Anserimimus planinychus |
|  |                         |
|  | Gallimimus              |
|  |                         |

|         | Struthiomimus                                                             |
|         |                                                                           |
| unnamed | \| \| Tototlmimus packardensis \| \| \| \| \| \| Ornithomimus \| \| \| \| |
|         | \| \| Tototlmimus packardensis \| \| \| \| \| \| Ornithomimus \| \| \| \| |
|         | Tototlmimus packardensis                                                  |
|         |                                                                           |
|         | Ornithomimus                                                              |
|         |                                                                           |

|  | Tototlmimus packardensis |
|  |                          |
|  | Ornithomimus             |
|  |                          |

|  | Anserimimus planinychus |
|  |                         |
|  | Gallimimus              |
|  |                         |

|         | Struthiomimus                                                             |
|         |                                                                           |
| unnamed | \| \| Tototlmimus packardensis \| \| \| \| \| \| Ornithomimus \| \| \| \| |
|         | \| \| Tototlmimus packardensis \| \| \| \| \| \| Ornithomimus \| \| \| \| |
|         | Tototlmimus packardensis                                                  |
|         |                                                                           |
|         | Ornithomimus                                                              |
|         |                                                                           |

|  | Tototlmimus packardensis |
|  |                          |
|  | Ornithomimus             |
|  |                          |

|  | Anserimimus planinychus |
|  |                         |
|  | Gallimimus              |
|  |                         |

|         | Struthiomimus                                                             |
|         |                                                                           |
| unnamed | \| \| Tototlmimus packardensis \| \| \| \| \| \| Ornithomimus \| \| \| \| |
|         | \| \| Tototlmimus packardensis \| \| \| \| \| \| Ornithomimus \| \| \| \| |
|         | Tototlmimus packardensis                                                  |
|         |                                                                           |
|         | Ornithomimus                                                              |
|         |                                                                           |

|  | Tototlmimus packardensis |
|  |                          |
|  | Ornithomimus             |
|  |                          |

|  | Anserimimus planinychus |
|  |                         |
|  | Gallimimus              |
|  |                         |

|         | Struthiomimus                                                             |
|         |                                                                           |
| unnamed | \| \| Tototlmimus packardensis \| \| \| \| \| \| Ornithomimus \| \| \| \| |
|         | \| \| Tototlmimus packardensis \| \| \| \| \| \| Ornithomimus \| \| \| \| |
|         | Tototlmimus packardensis                                                  |
|         |                                                                           |
|         | Ornithomimus                                                              |
|         |                                                                           |

|  | Tototlmimus packardensis |
|  |                          |
|  | Ornithomimus             |
|  |                          |

|  | Anserimimus planinychus |
|  |                         |
|  | Gallimimus              |
|  |                         |

|         | Struthiomimus                                                             |
|         |                                                                           |
| unnamed | \| \| Tototlmimus packardensis \| \| \| \| \| \| Ornithomimus \| \| \| \| |
|         | \| \| Tototlmimus packardensis \| \| \| \| \| \| Ornithomimus \| \| \| \| |
|         | Tototlmimus packardensis                                                  |
|         |                                                                           |
|         | Ornithomimus                                                              |
|         |                                                                           |

|  | Tototlmimus packardensis |
|  |                          |
|  | Ornithomimus             |
|  |                          |

|  | Anserimimus planinychus |
|  |                         |
|  | Gallimimus              |
|  |                         |

|         | Struthiomimus                                                             |
|         |                                                                           |
| unnamed | \| \| Tototlmimus packardensis \| \| \| \| \| \| Ornithomimus \| \| \| \| |
|         | \| \| Tototlmimus packardensis \| \| \| \| \| \| Ornithomimus \| \| \| \| |
|         | Tototlmimus packardensis                                                  |
|         |                                                                           |
|         | Ornithomimus                                                              |
|         |                                                                           |

|  | Tototlmimus packardensis |
|  |                          |
|  | Ornithomimus             |
|  |                          |

|  | Anserimimus planinychus |
|  |                         |
|  | Gallimimus              |
|  |                         |

|         | Struthiomimus                                                             |
|         |                                                                           |
| unnamed | \| \| Tototlmimus packardensis \| \| \| \| \| \| Ornithomimus \| \| \| \| |
|         | \| \| Tototlmimus packardensis \| \| \| \| \| \| Ornithomimus \| \| \| \| |
|         | Tototlmimus packardensis                                                  |
|         |                                                                           |
|         | Ornithomimus                                                              |
|         |                                                                           |

|  | Tototlmimus packardensis |
|  |                          |
|  | Ornithomimus             |
|  |                          |

|  | Anserimimus planinychus |
|  |                         |
|  | Gallimimus              |
|  |                         |

|         | Struthiomimus                                                             |
|         |                                                                           |
| unnamed | \| \| Tototlmimus packardensis \| \| \| \| \| \| Ornithomimus \| \| \| \| |
|         | \| \| Tototlmimus packardensis \| \| \| \| \| \| Ornithomimus \| \| \| \| |
|         | Tototlmimus packardensis                                                  |
|         |                                                                           |
|         | Ornithomimus                                                              |
|         |                                                                           |

|  | Tototlmimus packardensis |
|  |                          |
|  | Ornithomimus             |
|  |                          |